# Dillandia
Dillandia es un género de plantas fanerógamas perteneciente a la familia de las asteráceas. Comprende 3 especies descritas y de estas, solo 2 aceptadas. Es originario de Sudamérica.

## Taxonomía
El género fue descrito por V.A.Funk & H.Rob. y publicado en Systematic Botany 26(2): 218. 2001.

## Especies aceptadas
A continuación se brinda un listado de las especies del género Dillandia aceptadas hasta julio de 2012, ordenadas alfabéticamente. Para cada una se indica el nombre binomial seguido del autor, abreviado según las convenciones y usos.
- Dillandia chachapoyensis (H.Rob.) V.A.Funk & H.Rob.
- Dillandia subumbellata V.A.Funk & H.Rob.